# Горный Уразбай
Горный Уразбай (баш. Тау-Ураҙбай) — деревня в Благовещенском районе Республики Башкортостан Российской Федерации. Входит в состав Изяковского сельсовета.

## География

### Географическое положение
Расстояние до:
- районного центра (Благовещенск): 25 км,
- центра сельсовета (Верхний Изяк): 2 км,
- ближайшей ж/д станции (Загородная): 15 км.

## Население
| 2002 | 2009 | 2010 |
| ---- | ---- | ---- |
| 20   | ↗22  | ↗23  |

Согласно переписи 2002 года, преобладающая национальность — марийцы (80 %).